# Agustín Mantilla
Máximo Agustín Mantilla Campos (Lima, 10 de diciembre de 1944 - 20 de noviembre de 2015) fue un economista, sociólogo y político peruano. Miembro del Partido Aprista Peruano, fue congresista de la república en el periodo 1995-2000. Durante el primer gobierno de Alan García, ejerció como ministro del Interior y ministro de la Presidencia.

## Biografía
Nació en la ciudad de Lima, el 10 de diciembre de 1944.  
Al terminar la secundaria, se afilió al Partido Aprista Peruano en octubre de 1965, y desde temprano estuvo fuertemente vinculado con la base partidaria del distrito de Pueblo Libre. Ingresó a la Universidad Nacional Mayor de San Marcos en 1965, donde se graduó como economista. Posteriormente, se matriculó en la Universidad Inca Garcilaso de la Vega, donde estudió Sociología.
En 1970 trabajó en el Consorcio Pesquero, en el negocio de harina de pescado; luego en la empresa comercializadora de harina y aceite de pescado EPCHAP, y en PescaPerú.

## Vida política
Al terminar su bachillerato se inscribió en el Partido Aprista Peruano en octubre de 1965, y desde temprano estuvo fuertemente vinculado con la base partidaria del distrito de Pueblo Libre. Tras su experiencia en el sector pesquero, conoció el círculo íntimo del partido y al conocer a Alan García en 1977, se desempeñó como su Secretario Privado de 1979 a 1985.
Su primera participación en la política fue cuando postuló como regidor del distrito de Pueblo Libre en 1966 por la coalición entre el Partido Aprista y la Unión Nacional Odriísta, sin embargo, no resultó elegido. Luego en 1980, Mantilla logra ser elegido como regidor.
Entre 1985 y 1989 ocupó el cargo de Viceministro del Interior durante la gestión de Abel Salinas Izaguirre en el primer gobierno de Alan García.

### Ministro de la Presidencia
El 1 de marzo de 1989, García nombró a Mantilla como ministro de la Presidencia en reemplazo de Armando Villanueva. 
Permaneció en el cargo hasta su renuncia el 15 de mayo del mismo año, donde fue reemplazado por Luis Alberto Sánchez.

### Ministro del Interior
El 15 de mayo de 1989, fue nombrado ministro del Interior.  
Durante su gestión como ministro, se creó el Grupo Especial de Inteligencia (GEIN) con el objetivo de capturar a terroristas de Sendero Luminoso. Fue acusado de liderar el comando paramilitar "Rodrigo Franco", con la tarea de eliminar a presuntos terroristas.
Entre 1992 y 1995 se desempeñó en la secretaría general de dicho partido. 

### Congresista de la República
Para las elecciones parlamentarias de 1995, Mantilla decidió postular al Congreso de la República por el Partido Aprista Peruano con el número 3 de la lista única. Culminando los procesos, Mantilla logró ser elegido con 37,287 votos para el periodo parlamentario 1995-2000.
En su labor congresal, Mantilla colaboró con los miembros de la oposición al gobierno de Alberto Fujimori. En 1999, fue participante de la reunión del comité de la Internacional Socialista para América Latina y el Caribe que se celebró en octubre de ese mismo año en Bogotá.
Intentó su reelección al Congreso en las elecciones parlamentarias del año 2000, sin embargo no resultó reelegido.

## Controversias
Entre 1990 y el 2000, Mantilla amasó una fortuna de  6.3 millones de dólares, supuestamente provenientes de sobornos en el gobierno de García. Ante este hecho, Mantilla explicó que el dinero encontrado en sus cuentas eran donaciones extranjeras realizadas para las campañas del Partido Aprista Peruano. Según precisó Mantilla, las donaciones fueron hechas por el Partido Socialista Italiano, el Partido Socialista Francés, el Partido Socialista Obrero Español (PSOE), el Partido Revolucionario Institucional (PRI) de México, la Coordinadora de Partidos Políticos de América Latina (CORPAL, patrocinada por el PRI y la Internacional Socialista), la Acción Democrática de Venezuela y el Partido Revolucionario Dominicano.
Sin embargo, las fechas de apertura de las cuentas no coincidían con las campañas políticas, por lo que se determinó que buscaba su propio beneficio. También se acusó de formar parte de una red de espionaje telefónico junto a su hermano, ambos obtuvieron ingresos registrados en una cuenta bancaria de la Union Bank of Switzerland.

### Vladivideo
El 13 de marzo del 2000, se difundió un ''Vladivideo'' en donde se ve a Mantilla recibiendo 30 000 dólares de manos de Vladimiro Montesinos con el fin de apoyar la reelección de Alberto Fujimori. Por ello, luego de investigarse la red de corrupción, en 2002 fue condenado a seis años de cárcel por el delito de corrupción de funcionarios.
Mantilla también ha sido acusado de dirigir la matanza en el penal del Frontón en 1986. Tras su liberación de prisión en 2006, Mantilla mantuvo un perfil bajo en los años siguientes. Citado por comités de investigación relacionados con el comando paramilitar "Rodrigo Franco" que se le acusaba de liderar, siguió negando su participación y la existencia de dicha organización hasta 2013, cuando admitió la existencia de la organización, pero sin su conocimiento ni del gobierno.

## Fallecimiento
El 20 de noviembre del 2015, Agustín Mantilla falleció a los 70 años de edad tras parecer de complicaciones a causa de diabetes, después de estar en un fin de semana internado en un hospital. Sus restos fueron velados en su residencia y fue homenajeado por varios miembros apristas.